# كريستيان غوميز (لاعب كرة قدم تشيلي)
كريستيان غوميز (بالإسبانية: Cristián Gómez) هو مدرب كرة قدم ولاعب كرة قدم تشيلي في مركز الدفاع، ولد في 4 يناير 1978 في كوكيمبو في تشيلي. شارك مع منتخب تشيلي لكرة القدم. أما مع النوادي، فقد لعب مع إيفرتون دي فينا ديل مار وكولو-كولو ونادي كوكيمبو أونيدو.

## وصلات خارجية
- كريستيان غوميز (لاعب كرة قدم تشيلي) على موقع قاعدة بيانات كرة القدم.إي يو (الإنجليزية)
- كريستيان غوميز (لاعب كرة قدم تشيلي) على موقع ناشيونال فوتبول تيمز (الإنجليزية)
- كريستيان غوميز (لاعب كرة قدم تشيلي) على موقع عالم كرة القدم.نت (الإنجليزية)